# Goomba
Un Goomba és un personatge de Super Mario. Va aparèixer per primera vegada a Super Mario Bros., de la NES. És el primer enemic de la saga. Com que és un personatge difícil d'explicar, té diverses explicacions no exactes. Per exemple, normalment es diu que un Goomba és una espècie maligna de Toad o un xampinyó dolent que té vida.
Segons la descripció d'un Goomba en el joc Super Smash Bros. Melee de Nintendo Game Cube, és un traïdor de les forces armades del Regne Xampinyó.
Té forma de bolet, però molt més gran i d'un color marró. Té dues celles molt llargues i dos ulls bastant grans. Té dos ullals com a dents a la boca.